# Spjuten (Husby socken, Dalarna)
Spjuten är en sjö i Hedemora kommun i Dalarna och ingår i Dalälvens huvudavrinningsområde. Sjön har en area på 0,262 kvadratkilometer och ligger 138,2 meter över havet.

## Delavrinningsområde
Spjuten ingår i det delavrinningsområde (669980-152570) som SMHI kallar för Utloppet av Fjärden. Medelhöjden är 151 meter över havet och ytan är 7,74 kvadratkilometer. Räknas de 2 avrinningsområdena uppströms in blir den ackumulerade arean 20,1 kvadratkilometer. Flins Bäck (Lerbäcken) som avvattnar avrinningsområdet har biflödesordning 2, vilket innebär att vattnet flödar genom totalt 2 vattendrag innan det når havet efter 176 kilometer. Avrinningsområdet består mestadels av skog (73 procent). Avrinningsområdet har 1,1 kvadratkilometer vattenytor vilket ger det en sjöprocent på 14,4 procent.